# Susanna i badet
Susanna i badet eller Susanna och gubbarna är en berättelse i Tillägg till Daniel, en av apokryferna till Gamla testamentet i Bibeln. Berättelsen utspelar sig under judarnas fångenskap i Babylon.
Susanna var hustru till Joakim. En dag smög sig två gubbar in på deras tomt för att tjuvtitta när Susanna badade i trädgården. De krävde att få ha samlag med henne och hotade med att anklaga henne för otrohet om hon inte gick med på det. Susanna vägrade, och männen påstod inför judarnas råd att de sett Susanna begå äktenskapsbrott med en för dem okänd man, som sedan sprungit sin väg då han insåg att han blivit upptäckt. Susanna dömdes till döden. Profeten Daniel fick en ingivelse från Gud att Susanna var oskyldig och beslutade att de båda vittnena skulle förhöras var för sig. Deras berättelser visade sig skilja sig åt i fråga om var händelsen skulle ha ägt rum. Susanna frikändes, och männen avrättades för att ha vittnat falskt.
En liknande historia utspelar sig i Andra Samuelsboken där det berättas hur kung David blir förälskad i Batseba i samband med att han upptäcker henne badande. Båda historierna är vanliga motiv i den västerländska konsten.

## Sång
Joakim uti Babylon: Om den sköna och dygdiga Susanna av Carl Michael Bellman, Fredmans sång 41, se 

## Konstverk
Susanna i badet eller Susanna och gubbarna är ett vanligt motiv inom konsten.

### Alfabetisk lista efter konstnärens namn
- Susanna och gubbarna (Gentileschi) – serie av oljemålningar av Artemisia Gentileschi
- Susanna och gubbarna (Rubens) – oljemålning av Peter Paul Rubens
- Susanna i badet (Tintoretto) – oljemålning av Tintoretto

### Kronologiskt bildgalleri

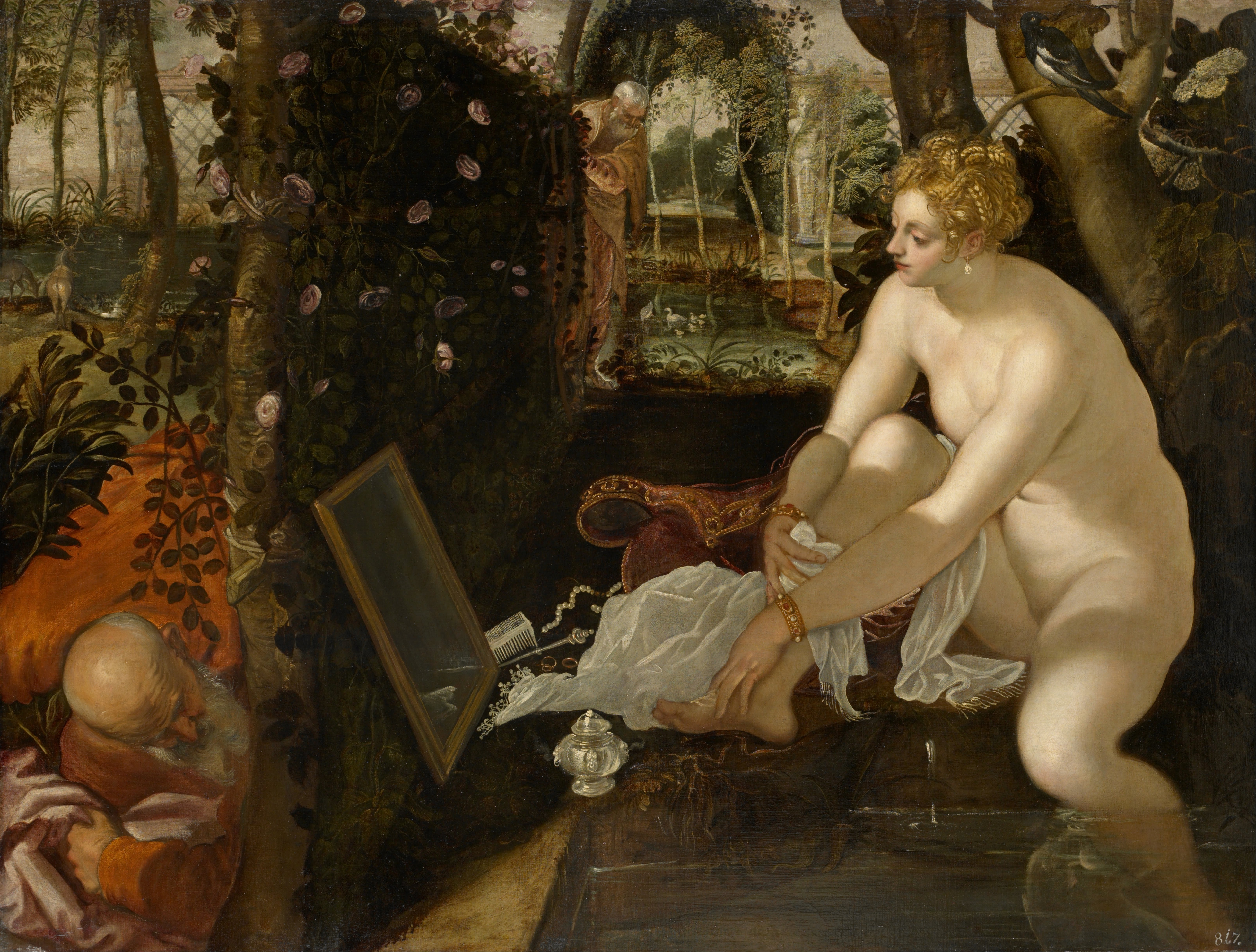
Susanna i badet av Tintoretto från cirka 1556 (Kunsthistorisches Museum).
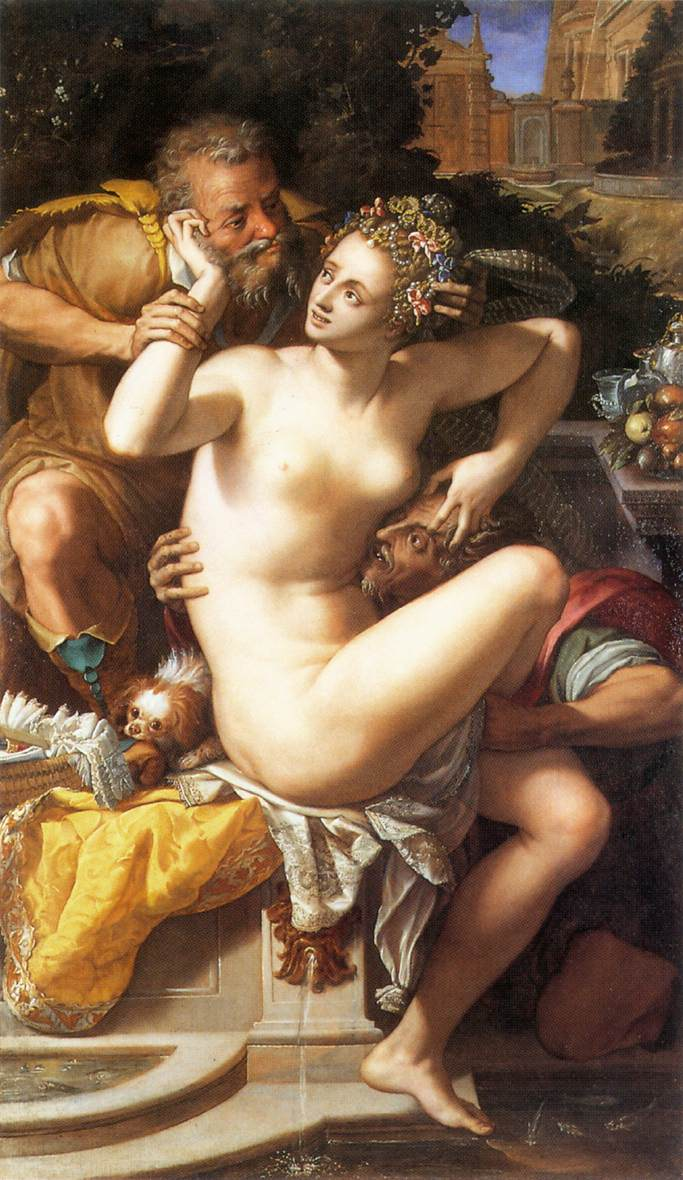
Susanna och gubbarna av Alessandro Allori från 1561 (Musée Magnin).
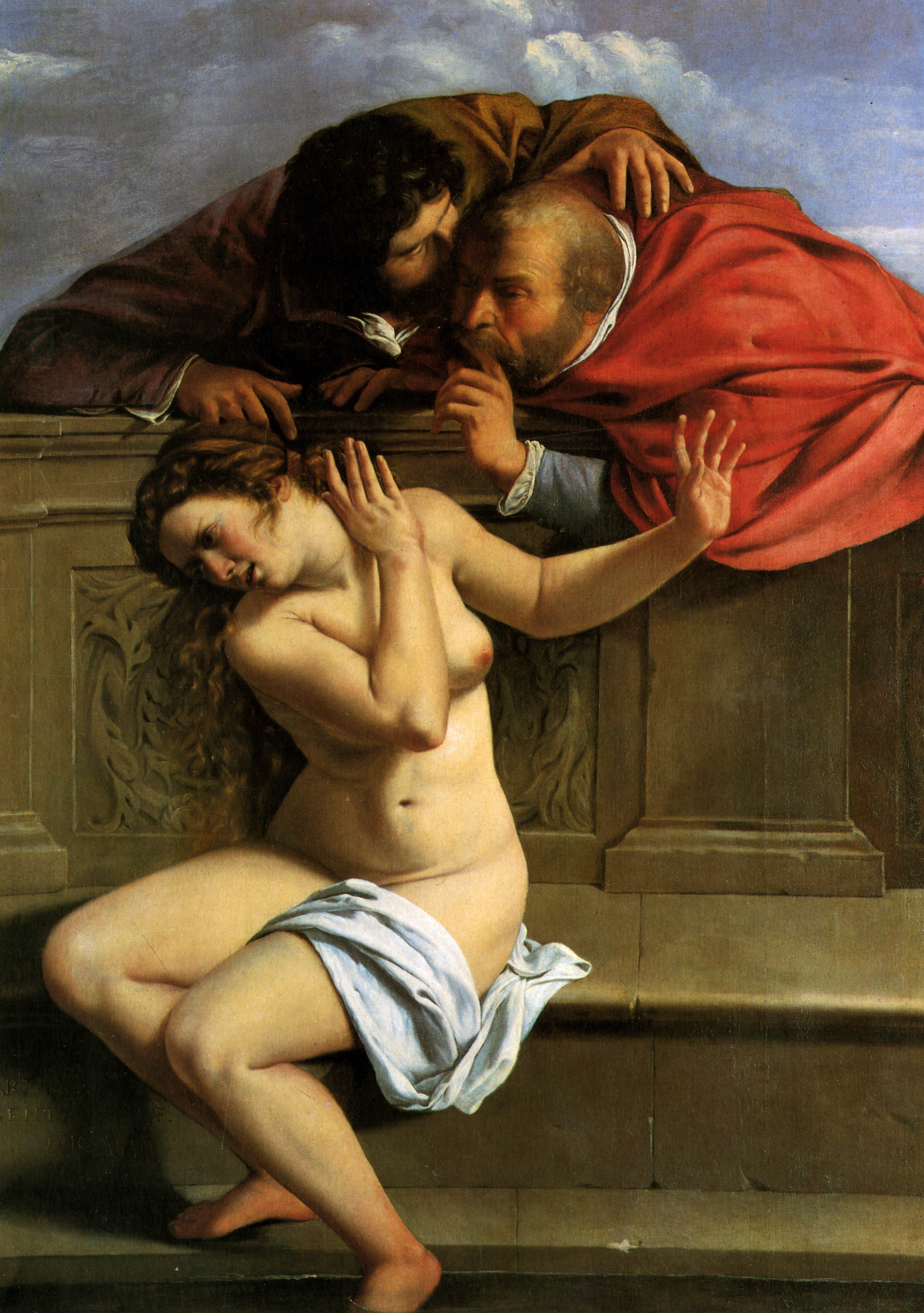
Susanna och gubbarna av Artemisia Gentileschi från 1610 (Weissenstein).
Susanna och gubbarna av Peter Paul Rubens från 1614 (Nationalmuseum).
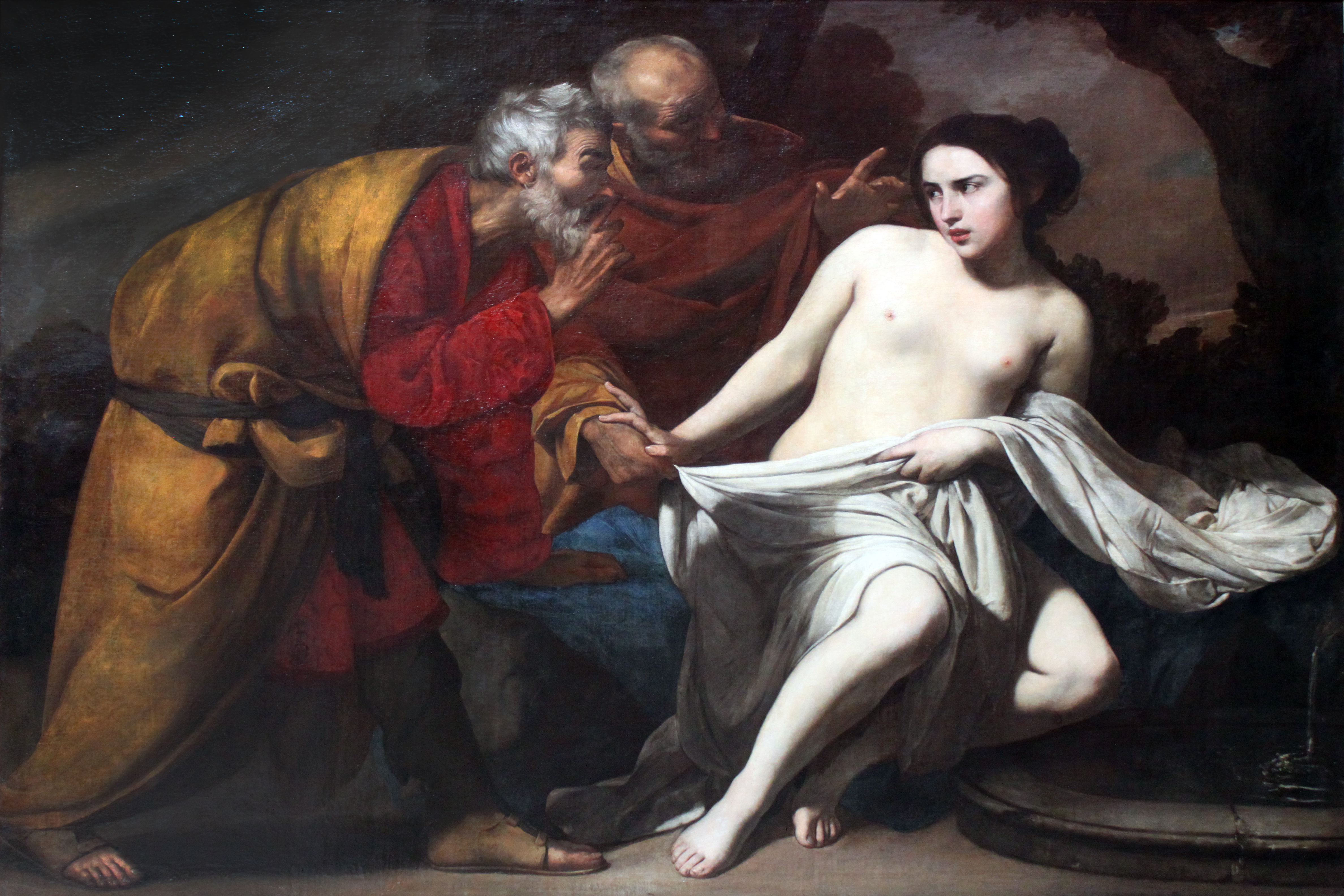
Susanna och gubbarna av Massimo Stanzione från cirka 1630–1635 (Städelsches Kunstinstitut).
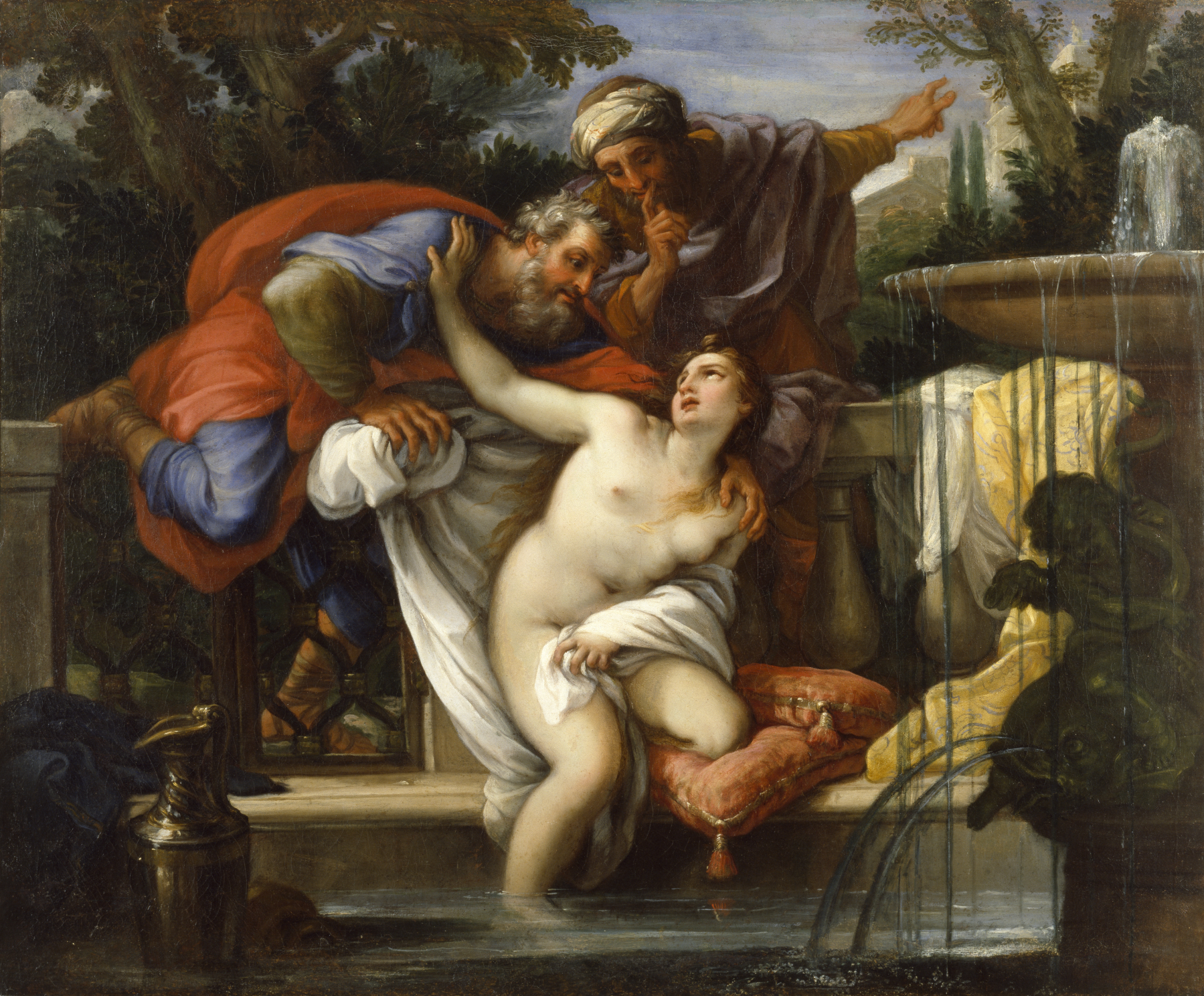
Susanna och gubbarna av Giuseppe Bartolomeo Chiari från cirka 1700–1725 (Walters Art Museum).
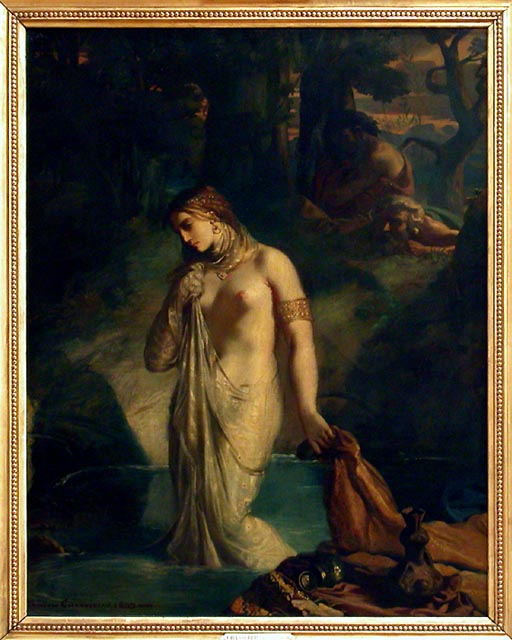
Susanna i badet av Théodore Chassériau från 1839 (Louvren).
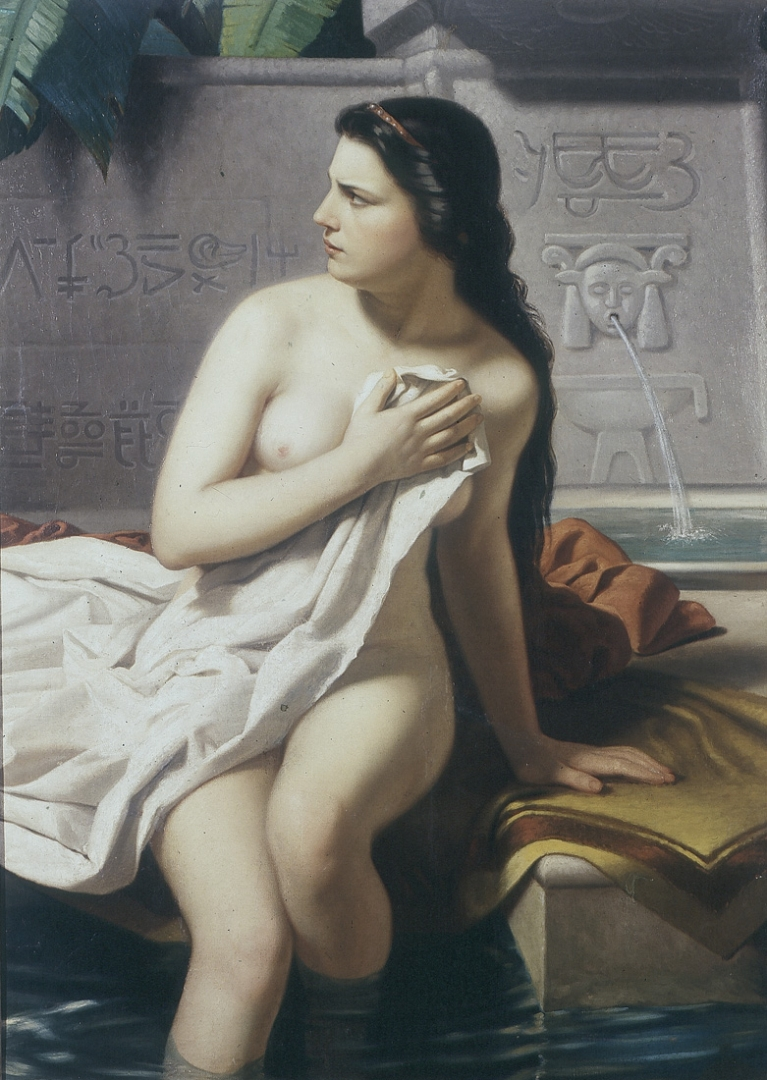
Den kyska Susanna av Juan Manuel Blanes från cirka 1862 (Museo Nacional de Artes Visuales de Uruguay).
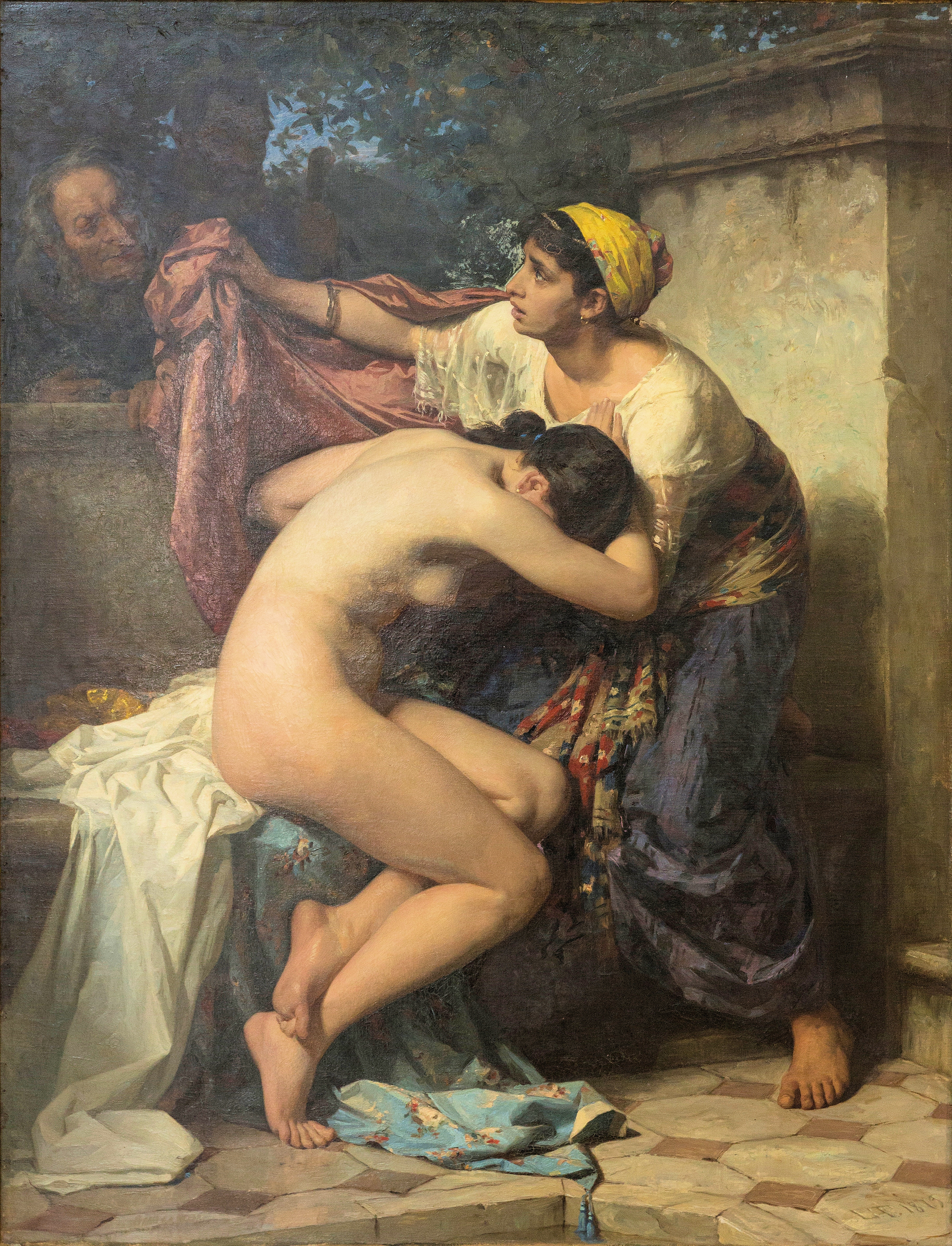
Susanna i badet av Laurits Tuxen från 1879 (privat ägo).